# José Jorge Letria
José Jorge Alves Letria OL (Cascais, Cascais, 8 de junho de 1951) é um jornalista, político, poeta e escritor português.

## Biografia
Jornalista, poeta, dramaturgo, ficcionista e autor de uma vasta obra para crianças e jovens, José Jorge Letria nasceu em Cascais, em 1951, tendo desempenhado, entre 1994 e 2002, as funções de vereador da Cultura no município local. Foi distinguido, em Junho de 2002, com a Medalha de Honra do Município de Cascais, tendo sido atribuído o seu nome à Escola EB 1 da vila, por si frequentada na infância. Estudou Direito e História na Universidade de Lisboa, sendo pós-graduado em Jornalismo Internacional e  Mestre em “Estudos da Paz e da Guerra nas Novas Relações Internacionais” pela Universidade Autónoma de Lisboa. Doutorou-se com distinção em Ciências da Comunicação no ISCTE.
Foi, desde 1970 até Dezembro de 2003, redactor e editor de jornais como “Diário de Lisboa”, “República”, “Musicalíssimo”,“Diário de Notícias” e “Jornal de Letras”, tendo sido, igualmente, professor de jornalismo, experiência da qual resultou a publicação de três livros sobre a matéria. Foi autor de programas de rádio e de televisão, destacando-se, a esse nível, a sua participação, durante vários anos, na equipa de criadores da “Rua Sésamo”, em Portugal. Foi também correspondente de jornais estrangeiros, autor dos textos do programa “Pastéis de Belém”, na TSF, e autor do ensaio “O Terrorismo e os Media-o Tempo de Antena do Terror”. Foi Vice-Presidente da Direcção e da Administração da Casa da Imprensa. 
Foi um dos poucos civis que se encontravam ao corrente do levantamento militar de 25 de Abril de 1974, tendo colaborado com os militares na Direcção da Emissora Nacional desde 27 de Abril desse ano. Foi responsável pela programação musical da estação oficial até meados de 1975. Sobre a sua experiência na madrugada do 25 de Abril publicou, em 1999, o livro “Uma Noite Fez-se Abril”.
Tem livros traduzidos em várias línguas (castelhano, francês, inglês, italiano, coreano, japonês, russo, búlgaro, romeno, húngaro e checo) e está representado em numerosas antologias em Portugal e no estrangeiro, designadamente em França, onde o seu livro “Um Amor Português”, com tradução de Séverine Rosset, foi publicado com a chancela da Albin Michel. A sua obra poética foi objecto de uma dissertação de Mestrado apresentada em 2003 na Universidade Aberta pela drª Fátima Azóia.
A sua obra literária foi distinguida, até à data, com dois Grandes Prémios da APE ( conto e teatro), com o Prémio Internacional Unesco (França), com o Prémio Aula de Poesia de Barcelona, com o Prémio Plural (México), com o Prémio da Associação Paulista de Críticos de Arte (São Paulo), com um Prémio Gulbenkian, com o Grande Prémio Garrett da Secretaria de Estado da Cultural, com o Prémio Eça de Queirós-Município de Lisboa (duas vezes), com o Prémio Ferreira de Castro de Literatura Infantil ( três vezes), com o Prémio “O Ambiente na Literatura Infantil”(três vezes), com o Prémio Garrett, com o Prémio José Régio de Teatro e com o Prémio Camilo Pessanha do IPOR, entre muitos outros.
O seu livro para crianças “O Homem que Tinha uma Árvore na Cabeça” integrou, em 2002, a lista “Books and Reading for Intercultural Education”, da União Europeia.
O essencial da sua obra poética encontra-se condensado nos dois volumes da antologia “O Fantasma da Obra”, publicados em 1994 e em 2003, ano em que completou três décadas de actividade literária em livro.
Foi, antes do 25 de Abril, um dos nomes mais destacados da canção da resistência (com vários discos gravados e centenas de espectáculos realizados, nomeadamente na Galiza e em Madrid, em 1972 e 1973) ao lado de nomes como José Afonso, Adriano Correia de Oliveira e Manuel Freire, tendo sido agraciado, em 1997, com a Ordem da Liberdade pelo Presidente Jorge Sampaio. Em Paris foi-lhe atribuída a medalha da Internationale des Arts et des Lettres. 
É membro da World Literary Academy. Integrou durante seis anos o Bureau Executivo da Associação dos Eleitos Locais e Regionais da Grande Europa para a Cultura, tendo sido membro da Comissão de Redacção do Livro Branco sobre as Políticas Culturais na Europa.
Presidiu, em 2012, ao júri nacional do Prémio Literário da União Europeia, integrando, nessa condição, o júri europeu, em Bruxelas.
É, desde Janeiro de 2011, presidente da Direcção e presidente do Conselho de Administração da Sociedade Portuguesa de Autores (SPA). Integra, desde Abril de 2005, em representação da SPA, o Comité Executivo do Writers and Directors Worldwide. É ainda membro da Direcção do Grupo Europeu de Sociedades de Autores (GESAC), com sede em Bruxelas. Assumiu em Abril de 2014 as funções de presidente do Comité Europeu da confederação Mundial das Sociedades de Autores. Integra, desde Julho de 2017, o Conselho Estratégico da Universidade Lusófona de Humanidades e Tecnologias.
Destaque-se o seu importante contributo nos últimos anos para que o direito de autor se implante nos países da lusofonia com a sustentabilidade desejada e merecida. A partir de 2013 foi lançado um projecto de cooperação com os países africanos lusófonos e com Timor-Leste que, em 2014 e 2015, teve significativos desenvolvimentos em Angola e em Timor com a passagem da UNAC, em Luanda, a sociedade de gestão colectiva e com a criação em Díli da primeira sociedade de autores nacional e do Código do Direito de Autor e dos Direitos Conexos. Deste modo, facultando apoios nas áreas da informática, do direito, dos recursos humanos e outros, a SPA tem vindo a contribuir para que o direito de autor seja uma realidade sólida e com futuro em países onde se fala e escreve a língua portuguesa. José Jorge Letria tem sido o principal dinamizador de um  projecto que recebe o aplauso das sociedades de autores de vários continentes e que serve de referência para o seu trabalho de crescimento e comunicação.
Prémios recentemente atribuídos a obras de sua autoria:
- Prémio Nacional de Poesia Nuno Júdice 2007 para a colectânea inédita “Sobre Retratos”.
- Prémio da Fundação Nacional do Livro Infantil e Juvenil do Brasil, em 2011, pelo livro “Avô Conta Outra Vez”, com ilustrações de André Letria.

## Obras publicadas
Uma das obras mais comoventes do autor foi "Coração Sem Abrigo".
O essencial da sua obra poética encontra-se condensado nos dois volumes da antologia "O Fantasma da Obra", publicados respectivamente em 1994 e em 2003, ano em que completou três décadas de actividade literária em livro, e foi objecto de uma dissertação de Mestrado apresentada em 2003 na Universidade Aberta pela Dr.ª Fátima Azóia.
Sobre a sua experiência na madrugada do 25 de Abril publicou, em 1999, o livro "Uma Noite Fez-se Abril".
O seu livro para crianças "O Homem que Tinha uma Árvore na Cabeça"… integrou, em 2002, a lista "Books and Reading for Intercultural Education", da União Europeia.
Autor de quase duas centenas de títulos publicados em cerca de cinquenta editoras diferentes, metade dos quais na área literatura infanto-juvenil, a sua obra para a infância foi o tema da dissertação de Mestrado da Drª Maria Teresa Macedo, na Universidade do Minho.
Foi autor do ensaio "O Terrorismo e os Media - O Tempo de Antena do Terror".
Tem livros traduzidos em várias línguas (castelhano, francês, inglês, italiano, coreano, japonês, russo, búlgaro, romeno, húngaro e checo).
Está representado em numerosas antologias poéticas em Portugal e no estrangeiro, designadamente em França, onde o seu livro "Um Amor Português", com tradução de Séverine Rosset, foi publicado com a chancela das Edições Albin Michel.
A sua obra literária foi distinguida, até à data, com inúmeros prémios.
Como escritor distingue-se na poesia, no conto, no teatro e, sobretudo, na literatura para a infância e juventude.

## Títulos do autor
Para crianças e jovens, o autor fez as seguintes edições:
- Mouschi, o gato de Anne Frank, Asa, ilustrações de Danuta Wojciechowska
- Corpos Celestes, Texto, ilustrações de Sandra Abafa
- O Abraço de Picasso, ilustrações de R. Carlos Rebelo da Silva, 1993
- Olá, Brasil!, ilustrações de João Fazenda, 2000
- A violência explicada aos jovens... e aos outros, ilustrações de João Fazenda, 2000
- A Minha Primeira República, Dom Quixote, ilustrações de Afonso Cruz, 2009
- Henriqueta, a Tartaruga de Darwin, Texto/Leya, ilustrações de Afonso Cruz, 2009
- Galileu à Luz de uma Estrela, Texto/Leya, ilustrações de Afonso Cruz, 2009
- O Dia em que o Homem Beijou a Lua, Portugália, ilustrações de Carla Nazareth, 2009
- A Alfabeto dos Países, Oficina do Livro, Ilustrações de Afonso Cruz, 2009
- Era Uma Vez um Rei Conquistador, Oficina do Livro, ilustrações de Afonso Cruz, 2009
- Machado dos Santos-Herói da Rotunda, Texto/Leya, ilustrações de Afonso Cruz, 2010

Adultos:
- Do sentimento mágico da vida, Escritor, 1994
- A mão esquerda de Cervantes, Pergaminho, 1998
- A metade iluminada, Ulmeiro, 1998
- Um Amor Português, Editorial Notícias, 2000
- Meu Portugal Brasileiro, Oficina do Livro, 2008
- O Que Darwin Escreveu a Deus, Oficina do Livro, 2009
- Coração Sem Abrigo, Oficina do Livro, 2009
- A Última Valsa de Chopin, Oficina do Livro, 2010
- O Vermelho e o Verde, sobre a implantação da República, ed. Planeta, 2010
- E Tudo Era Possível - retrato de juventude com Abril em fundo -, Clube do Autor, 2013

## Discografia
Nos anos 70 foi um activo cantor de intervenção, ao lado de nomes como José Afonso, Manuel Freire, Adriano Correia de Oliveira e Francisco Fanhais, entre outros, tendo gravado entre 1968 e 1981, cerca de uma dezena de discos e realizou centenas de espectáculos, nomeadamente na Galiza e em Madrid entre 1972 e 1973.
Discografia
- Até Ao Pescoço ‎(LP, 1972)  Guilda Da Música DP 008
- De Viva Voz ‎(LP, 1976)  Guilda Da Música dp 021
- Lutar Vencer ‎(LP, 1975)  Orfeu STAT 038
- Doa A Quem Doer ‎(LP, 1977)  Orfeu STAT 041
- Quem Cala Consente  ‎(LP, 1978)  Orfeu STAT063
- O Circo Da Alegria ‎(LP, 1978)  Diapasão DIAP 16024
- Fruta Da Época (LP, 1981) DIAP 18001
- Abril, Abrilzinho ‎(CD, 2006)
- Histórias de Chocolate
- Em Paz Com a Voz - Antologia

Singles & EPs
- História Do José Sem Esperança / Romance Da Maria Formiga / Romance Do Cão De Guarda / Canção Da Gesta ‎(EP) RCA TP 494
- Folhetango / Conta Corrente ‎(Single, 1971)  Guilda Da Música 2000/001
- Tango Dos Pequenos Burgueses / Pare, Escute E Olhe ‎(Single, 1972)  Guilda Da Música 2000/005
- Pare, Escute E Olhe ‎/ Arte Poética (Single) Zip Zip ZIP 30020/S
- A Vitória É Difícil / Só De Punho Erguido ‎(Single, 1974)  Orfeu KSAT 517
- Cartas Na Mesa / Lisboa 73‎ (Single, 1975) Orfeu KSAT 520
- Pelo Socialismo Com A Classe Operária / A Terra A Quem A Trabalha ‎(Single, 1975) Orfeu KSAT 531
- Diálogo Com Lisboa / Canto da Hora Presente ‎(Single, 1976)  Orfeu KSAT 567
- A Banda Sarabanda / O Macaco Catrapás ‎(Single) Orfeu	KSAT 628
- Canção De Jornada ‎/ Que Horas Serão? (Single, 1979)  Toma Lá Disco TLS 021

## Prémios e distinções
- Em 1992, foi agraciado com a medalha da International des Arts et des Lettres, de Paris, juntamente com os escritores Natália Correia e David Mourão-Ferreira
- Em 9 de Junho de 1997 foi feito Oficial da Ordem da Liberdade,[1] pelo Presidente da República Jorge Sampaio
- Em 1992 recebeu o Prémio Literário Oliva Guerra por Capela dos ócios:odes mediterrânicas[2]
- Em junho de 2002, foi distinguido com a Medalha de Honra do Município de Cascais, tendo sido atribuído o seu nome à Escola EB 1 da vila, por si frequentada na infância.
- Premiado com dois Grandes Prémios da Associação Portuguesa de Escritores em conto e em teatro.
- Prémio Internacional UNESCO atribuído em França.
- Prémio Aula de Poesia de Barcelona.
- Prémio Plural do México.
- Prémio da Associação Paulista de Críticos de Arte atribuído em São Paulo.

- Prémio Gulbenkian.
- Grande Prémio Garrett da Secretaria de Estado da Cultural.
- Premiado duas vezes com o Prémio Eça de Queirós-Município de Lisboa.
- Prémio Ferreira de Castro de Literatura Infantil que ganhou três vezes, tal como o Prémio "O Ambiente na Literatura Infantil"
- Prémio Garrett.
- Prémio José Régio de teatro.
- Prémio Camilo Pessanha do IPOR.
- Prémio Maria Rosa Colaço, em 2006, para o texto inédito "A Fala das Coisas" (conto infanto-juvenil)[3]
- Prémio Nacional de Poesia Nuno Júdice, de 2007, para a colectânea inédita "Sobre Retratos".
- Prémio Manuel d'Arriaga da Sociedade Protectora dos Animais em 2009.

## Vida pessoal
José Jorge Letria é irmão do jornalista Joaquim Letria e pai do ilustrador André Letria.